# Bob Sinclar

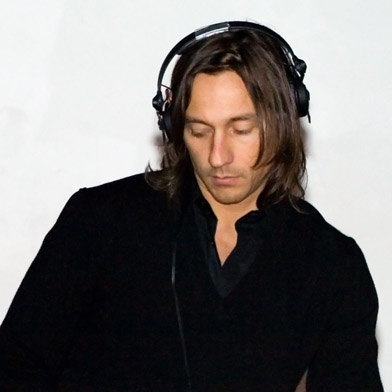
Bob Sinclar l'any 2006

Bob Sinclar és el nom artístic de Christophe Le Friant (Bois-Colombes (Alts del Sena), 10 de maig del 1969) és un discjòquei i productor de música electrònica francès. També és copropietari de la discogràfica Yellow Productions. Altres noms que ha utilitzat al llarg de la seva carrera musical són The Mighty Bop, Africanism, Chris the French kiss i Reminiscence Quartet.

## Discografia

### Singles
- «Les Jazz Electroniques EP» (1994), com a The Mighty Bop
- «Messe Pour Les Temps» (1995), com a The mighty Bop
- «A Space Funk Project» (1996)
- «A Space Funk Project» II" (1996)
- «Ult Violett Sounds EP» (1996), com a The Mighty Bop
- «Eu Só Quero um Xodó» (1997), amb Salomé de Bahía
- «Gym Tonic» (1998), amb Thomas Bangalter
- «My Only Love» (1998), amb Lee Genesis
- «Super Funky Brake's Vol. I» (1998)
- «The Ghetto» (1998)
- «Ultimate Funk» (1998)
- «Feelin' Good» (1998), com a The Mighty Bop
- «Bisou Sucré» (2000), com a Africanism
- «I Feel For You» (2000), amb Cerrone's Angels
- «Darlin» (2000), amb James «D-Train» Williams
- «Greetings From Champs Elysées EP» (2000)
- «Do It» (2000), com a Africanism, amb Eddie Amador
- «Freedom» (2001), amb Gene Van Buren
- «Ich Rocke» (2001)
- «Kazet» (2001), com a Africanism
- «Save Our Soul» (2001)
- «The Beat Goes On» (2002), amb Linda Lee Hopkins
- «I Go Crazy» (2002), com a The Mighty Bop
- «Viel Ou La» (2002), como Africanism
- «Kiss My Eyes» (2003), amb Camille Lefort
- «Lady» (2003), com a The Mighty Bop, amb Duncan Roy
- «Prego» (2003), amb Eddie Amador
- «Slave Nation» (2003)
- «Amour Kéfé» (2004), com a Africanism
- «Kalimbo» (2004), com a Africanism
- «Sexy Dancer» (2004), amb Cerrone's Angels
- «Wonderful World» (2004), amb Ron Carroll
- «You Could Be My Lover» (2004), amb Linda Lee Hopkins
- «Steel Storm» (2004), como Africanism, amb Ladysmith Black Mambazo
- «Love Generation» (2005), amb Gary Pine
- «Summer Moon» (2005), com a Africanism, amb David Guetta
- «World, Hold On (Children of the Sky)» (2006), amb Steve Edwards
- «Rock This Party (Everybody Dance Now)» (2006) amb Cutee B feat. Dollarman & Big Ali
- «Tennessee» (2006) amb Farrell Lennon
- «In The Name of Love (2006) amb Christophe Le Friant
- «All around the world» (2007) amb Lionel Richie
- «Give A Lil' Love» (2007)
- «Sound of Freedom» (2007) amb Cutee B, Gari Nesta Pine & Dollarman
- «What I want» (2007) amb Fireball
- «Together» (2007)
- «What a Wonderful World» (2008)
- «Lala Song» (2009) amb The Sugarhill Gang
- «Love you no more» (2009)
- <Far l'Amore (2011)
- «Me Not A Gangsta» (2011)

### Àlbums
- A Finest Fusion Of Black Tempo (1994), com a Yellow Productions
- Ritmo Brasileiro (1994), com a Reminiscence Quartet
- Psycodelico (1995), com a Reminiscence Quartet
- La Vague Sensorielle (1995), com a The Mighty Bop
- The Mighty Bop Meets DJ Cam & La Funk Mob (1995), com a The Mighty Bop, amb DJ Cam i La Funk Mob
- Autres Voix, Autres Blues (1996), com a The Mighty Bop
- Paradise (1998), com a Bob Sinclar
- More Psycodelico (1999), com a Reminiscence Quartet
- Champs Elysées (2000), com a Bob Sinclar
- Spin My Hits (2000), com a The Mighty Bop
- Africanism Allstars Vol. I (2001), com a Africanism
- The Mighty Bop (2002), com a The Mighty Bop
- III (2003), com a Bob Sinclar
- Africanism Allstars Vol. II (2004), com a Africanism
- Enjoy (2004), com a Bob Sinclar
- Africanism Allstars Vol. III (2005), com a Africanism
- Western Dream (2006), com a Bob Sinclar
- Soundz of Freedom: My Ultimate Summer of Love (2007), com a Bob Sinclar
- Born in 69 (2009) com a Bob Sinclar